# Rosenfors
Rosenfors – miejscowość (tätort) położona na terenie gminy Hultsfred w regionie administracyjnym Kalmar w Szwecji.

## Historia
Rosenfors leży na terenie historycznej prowincji Småland. Nazwa Rosenfors powstała na początku XIX wieku jako nazwa osiedla fabrycznego, gdzie prowadzono wydobycie i przeróbkę rudy żelaza. Rudy żelaza wydobywano w tym miejscu od czasów wikingów. Huta "Rosenfors" rozpoczęła działalność w 1802 roku.
W latach 70. XIX wieku prywatne towarzystwo kolejowe: "Nässjö-Oskarshamns Järnväg" wybudowało linię kolejową przebiegającą przez Rosenfors, łączącą miejscowość Nässjö z Oskarshamn.
Liczba mieszkańców na koniec 2015 roku wynosiła 267 osób.